# 南京银行
南京银行股份有限公司（上交所：601009，简称：南京银行）成立于1996年，总部位于中国江蘇省南京市，名称最初为南京市商业银行，属地方性城市商业银行。2009年，更名为南京银行，其股份自2007年於上海證券交易所上市，下辖17家分行，172家营业网点，2016年，实现布局京沪杭及江苏省内设区市全覆盖。法國巴黎銀行作為策略投資者，持股比例16.37%。2023年9月，被列入中华人民共和国系统重要性银行。

## 历史

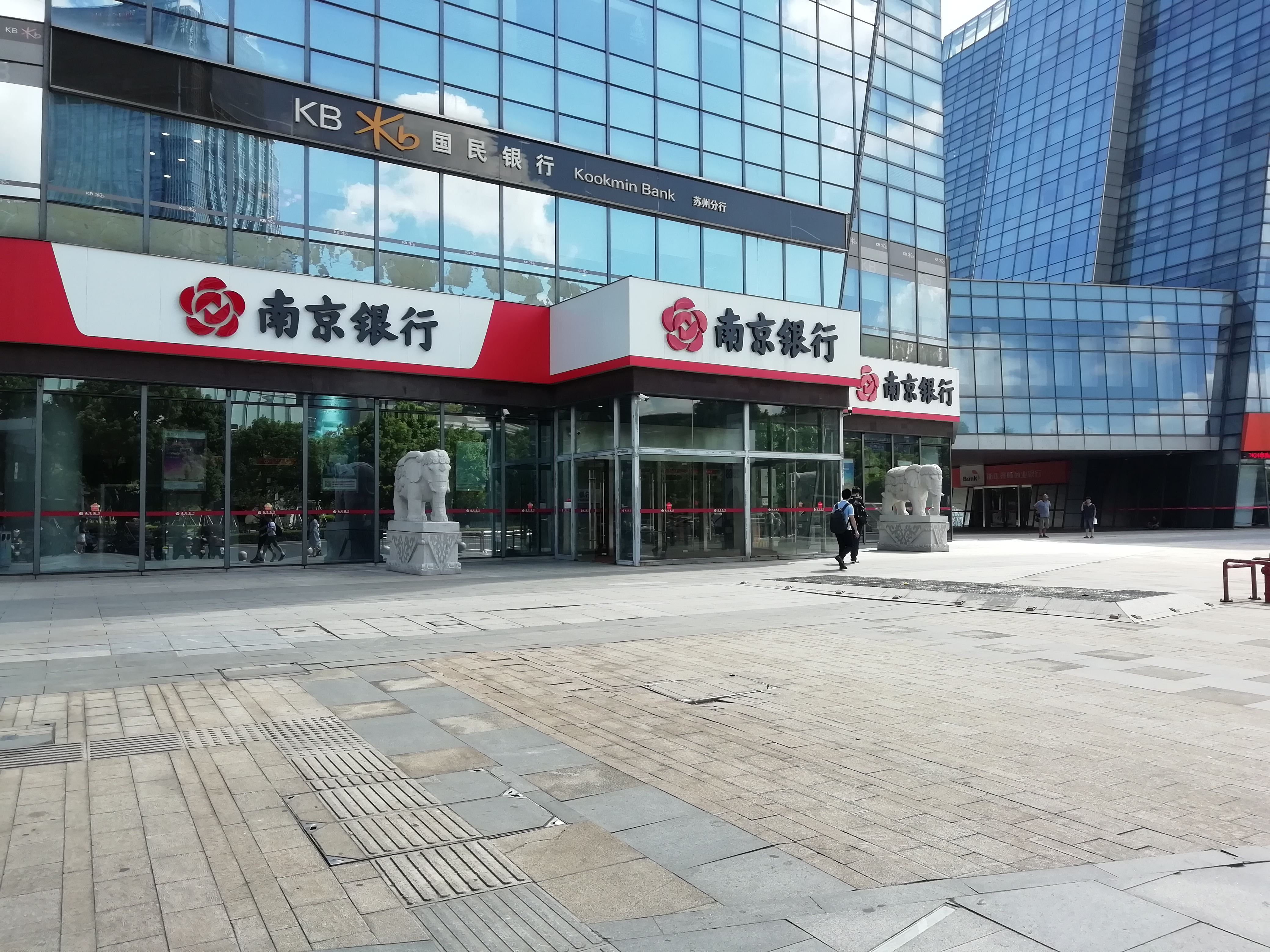
苏州分行

南京银行成立于1996年2月8日，是一家具有由国有股份、中资法人股份、外资股份及众多个人股份共同组成独立法人资格的股份制商业银行，实行一级法人体制。
南京银行历经两次更名，先后于2001年、2005年引入国际金融公司和法国巴黎银行入股，在全国城商行中率先启动上市辅导程序并于2007年成功上市。目前注册资本为84.82亿元，资产规模11328.49亿元（截至2017年6月末），下辖17家分行，172家营业网点， 2016年，实现布局京沪杭及江苏省内设区市全覆盖。入选英国《银行家》杂志公布的全球1000家大银行排行榜和全球银行品牌500强榜单以来，排名逐年提升，2017年分列第146位和第131位。

## 业务范围
南京银行经营范围包括：吸收公众存款；发放短期、中期和长期贷款；办理国内结算；办理票据承兑与贴现；发行金融债券；代理发行、代理兑付、承销政府债券；买卖政府债券、金融债券；从事同业拆借；买卖、代理买卖外汇；从事银行卡业务；提供信用证服务及担保；代理收付款项及代理保险业务；提供保险箱服务；经中国银行业监督管理委员会批准的其他业务。

## 外部連結
- 南京银行股份有限公司 （页面存档备份，存于）